# Sporobolus interruptus
Sporobolus interruptus là một loài thực vật có hoa trong họ Hòa thảo. Loài này được Vasey miêu tả khoa học đầu tiên năm 1888.